# بيرني جاكسون
بيرني جاكسون (بالإنجليزية: Bernie Jackson)‏ هو عداء سريع أمريكي، ولد في 22 أكتوبر 1961.

## وصلات خارجية
- بيرني جاكسون على موقع الاتحاد الدولي لألعاب القوى (الإنجليزية)